# Consorti dei sovrani d'Ungheria

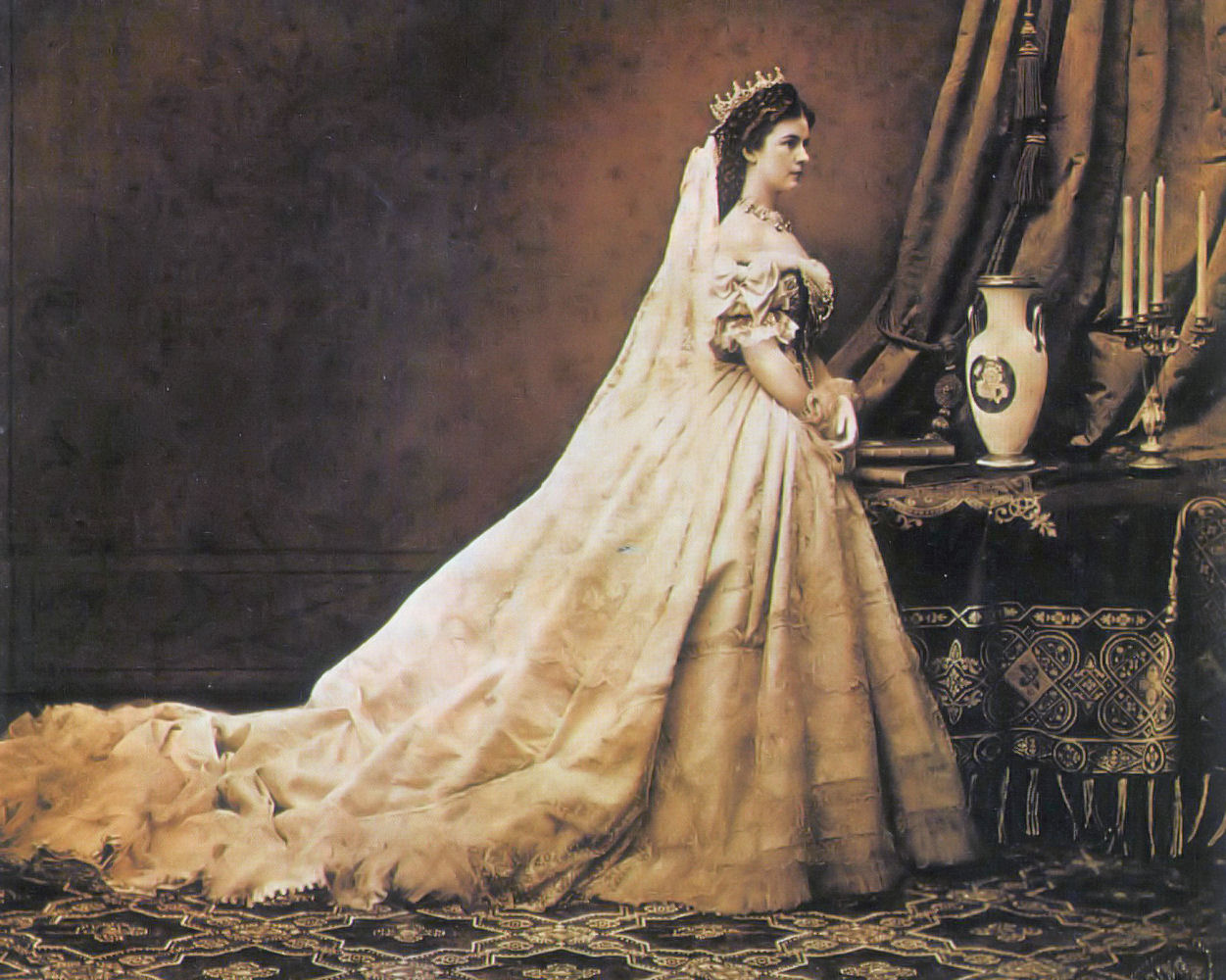
Elisabetta di Baviera con le vesti di regina d'Ungheria durante l'incoronazione avvenuta nel 1867

Questo è un elenco delle consorti dei sovrani d'Ungheria dal 997 al 1918, anno della dissoluzione dell'impero austro-ungarico.
Dal 1526 il titolo di regina consorte d'Ungheria fu appannaggio dei sovrani della Casa d'Asburgo che erano anche Re d'Ungheria. Dallo stesso anno le regine d'Ungheria furono anche Sacre Romane imperatrici, imperatrici d'Austria (dal 1804) e regine di Boemia.
Dal regno di Leopoldo I d'Asburgo in poi i sovrani d'Ungheria usarono il titolo di Re apostolico d'Ungheria mentre le consorti erano regine apostoliche.

## Gran Principesse degli ungheresi
| Nome                                 | Padre                 | Nascita     | Etnia              | Religione        | Matrimonio    | Regno                                   | Morte                | Consorte  |
| ------------------------------------ | --------------------- | ----------- | ------------------ | ---------------- | ------------- | --------------------------------------- | -------------------- | --------- |
| senza nome                           | Menumorut             | sconosciuto | Ungherese          | Paganesimo       | sconosciuto   | ? – 947?                                | sconosciuto          | Zoltán    |
| Sconosciuto dai territori dei Cumani | sconosciuto           | sconosciuto | Cumani             | Paganesimo       | 945 ca.       | 955 ca. – prima del 972                 | sconosciuto          | Taksony   |
| senza nome                           | sconosciuto           | sconosciuto | Pecenega o Bulgara | Paganesimo       | 945 ca.       | 955 ca. – prima del 972                 | sconosciuto          | Taksony   |
| Sarolta                              | Gyula di Transilvania | 950 ca.     | Transilvana        | Chiesa ortodossa | prima del 972 | prima del 972 – 995 ca.                 | dopo il 997          | Géza      |
| Gisella                              | Enrico II di Baviera  | 985 ca.     | Bavarese           | Cattolicesimo    | 995 ca.       | 995 – 25 dicembre 1000 – 1 gennaio 1001 | 7 maggio 1033 – 1065 | Stefano I |

## Regine consorti d'Ungheria
Arpadi (1000 – 1038) 
| Immagine | Nome               | Padre                            | Nascita | Matrimonio | Regno                                                      | Fine regno                      | Morte            | Consorte             |
| -------- | ------------------ | -------------------------------- | ------- | ---------- | ---------------------------------------------------------- | ------------------------------- | ---------------- | -------------------- |
|          | Gisella di Baviera | Enrico II di Baviera (Ottoniana) | 985     | 995        | 25 dicembre 1000 – 1 gennaio 1001 incoronazione del marito | 15 agosto 1038 morte del marito | 7 maggio 1033/65 | Stefano I d'Ungheria |

 Orseolo (1038/44 – 1041/46) 
| Immagine | Nome                    | Padre | Nascita | Matrimonio | Regno | Fine regno | Morte | Consorte |
| -------- | ----------------------- | --- | --- | --- | --- | --- | --- | -------- |
|          | Tuta                    | sconosciuto Alcuni storici affermano che il suo nome era Tuta, la fondatrice dell'abbazia di Suben, tuttavia non ci sono fonti che provano che fu regina consorte d'Ungheria o moglie di Pietro d'Ungheria. | sconosciuto Alcuni storici affermano che il suo nome era Tuta, la fondatrice dell'abbazia di Suben, tuttavia non ci sono fonti che provano che fu regina consorte d'Ungheria o moglie di Pietro d'Ungheria. | sconosciuto Alcuni storici affermano che il suo nome era Tuta, la fondatrice dell'abbazia di Suben, tuttavia non ci sono fonti che provano che fu regina consorte d'Ungheria o moglie di Pietro d'Ungheria. | sconosciuto Alcuni storici affermano che il suo nome era Tuta, la fondatrice dell'abbazia di Suben, tuttavia non ci sono fonti che provano che fu regina consorte d'Ungheria o moglie di Pietro d'Ungheria. | sconosciuto Alcuni storici affermano che il suo nome era Tuta, la fondatrice dell'abbazia di Suben, tuttavia non ci sono fonti che provano che fu regina consorte d'Ungheria o moglie di Pietro d'Ungheria. | sconosciuto Alcuni storici affermano che il suo nome era Tuta, la fondatrice dell'abbazia di Suben, tuttavia non ci sono fonti che provano che fu regina consorte d'Ungheria o moglie di Pietro d'Ungheria. | Pietro   |
|          | Giuditta di Schweinfurt | Enrico, margravio di Nordgau (Babenberg) | probabilmente mai avvenuto (prima del 1003 – 2 agosto 1058) | probabilmente mai avvenuto (prima del 1003 – 2 agosto 1058) | probabilmente mai avvenuto (prima del 1003 – 2 agosto 1058) | probabilmente mai avvenuto (prima del 1003 – 2 agosto 1058) | probabilmente mai avvenuto (prima del 1003 – 2 agosto 1058) | Pietro   |

 Aba (1041 - 1044) 
| Immagine | Nome       | Padre                    | Nascita     | Matrimonio  | Regno       | Fine regno  | Morte       | Consorte |
| -------- | ---------- | ------------------------ | ----------- | ----------- | ----------- | ----------- | ----------- | -------- |
|          | senza nome | Géza d'Ungheria (Arpadi) | sconosciuto | sconosciuto | sconosciuto | sconosciuto | sconosciuto | Samuele  |

 Arpadi (1046 – 1301) 
| Immagine | Nome                         | Padre                                                   | Nascita           | Matrimonio                | Regno                               | Fine regno                                     | Morte                      | Consorte    |
| -------- | ---------------------------- | ------------------------------------------------------- | ----------------- | ------------------------- | ----------------------------------- | ---------------------------------------------- | -------------------------- | ----------- |
|          | Anastasia di Kiev            | Jaroslav I di Kiev (Rjurikidi)                          | 1023              | 1039                      | 1046 ascesa del marito              | prima del 6 dicembre 1060 morte del marito     | 1074/96                    | Andrea I    |
|          | Richeza di Polonia           | Miecislao II di Polonia (Piast)                         | 22 settembre 1013 | 1039/43                   | 1060 ascesa del marito              | 11 settembre 1063 morte del marito             | 21 maggio 1075             | Béla I      |
|          | Tuta di Formbach (non certo) | Enrico I (Hesso) di Formbach Contea di Formbach         | 1037              | ?                         | ?                                   | 1063?                                          | attorno al 1100            | Béla I      |
|          | Giuditta Maria di Baviera    | Enrico III il Nero (Ottoniana)                          | 9 aprile 1054     | settembre 1063            | settembre 1063                      | agosto 1074 deposizione del marito             | 14 marzo 1093/96           | Salomone    |
|          | Synadene                     | Theodulos Synadenos                                     | –                 | 1075                      | 1075                                | 25 aprile 1077 morte del marito                | dopo il 1079               | Géza I      |
|          | Adelaide di Rheinfelden      | Rodolfo di Svevia (Rheinfelden)                         | 1067/70           | 1077 o più tardi          | 25 aprile 1077 ascesa del marito    | 29 luglio 1095 morte del marito                | 3 maggio 1090              | Ladislao I  |
|          | Felicia d'Altavilla          | Ruggero I di Sicilia (Altavilla)                        | 1078              | 1097                      | 1097                                | 1102                                           | 1102                       | Colomanno   |
|          | Eufemia di Kiev              | Vladimir II di Kiev (Rjurikidi)                         | –                 | 1104/12                   | 1104/12                             | 1113 ripudiato                                 | 4 aprile 1139              | Colomanno   |
|          | senza nome                   | Roberto I di Capua (Drengot Quarrel)                    | –                 | 1120                      | 1120                                | prima del 1121                                 | prima del 1121             | Stefano II  |
|          | Elena di Serbia              | Uroš I, Gran principe di Serbia (Vojislavljević)        | dopo il 1109      | 28 agosto 1127            | 1 marzo 1131 ascesa del marito      | 13 febbraio 1141 morte del marito              | dopo il 1146               | Béla II     |
|          | Efrosin'ja di Kiev           | Mstislav I di Kiev (Rjurikidi)                          | 1130              | 1146                      | 1146                                | 31 maggio 1162 morte del marito                | 1186/93                    | Géza II     |
|          | Yaroslavna di Halych         | Jaroslav Osmomysl (Rjurikidi)                           | –                 | 1167                      | 1167                                | 1168 ripudiato                                 | –                          | Stefano III |
|          | Agnese d'Austria             | Enrico II di Babenberg (Babenberg)                      | 1154              | 1168                      | 1168                                | 4 marzo 1172 morte del marito                  | 13 gennaio 1182            | Stefano III |
|          | Maria Comnena                | Manuele I Comneno (Comneni)                             | 1144              | 1157                      | 14 gennaio 1163 ascesa del marito   | 11 aprile 1165 morte del marito                | 1190                       | Stefano IV  |
|          | Agnese d'Antiochia           | Rinaldo di Châtillon, principe di Antiochia (Châtillon) | 1154              | 1170                      | 4 marzo 1172 ascesa del marito      | 1184                                           | 1184                       | Béla III    |
|          | Margherita di Francia        | Luigi VII di Francia (Capetingi)                        | novembre 1157     | 1185/86                   | 1185/86                             | 23 aprile 1196 morte del marito                | agosto/settembre 1197      | Béla III    |
|          | Costanza d'Aragona           | Alfonso II d'Aragona (Barcellona)                       | 1179              | 1198                      | 1198                                | 30 settembre/30 novembre 1204 morte del marito | 23 giugno 1222             | Emerico     |
|          | Gertrude di Merania          | Bertoldo IV d'Andechs (Andechs)                         | 1185              | prima del 1203            | 7 maggio 1205 ascesa del marito     | 24 settembre 1213                              | 24 settembre 1213          | Andrea II   |
|          | Iolanda di Courtenay         | Pietro II di Courtenay (Courtenay)                      | 1200              | febbraio 1215             | febbraio 1215                       | 1233                                           | 1233                       | Andrea II   |
|          | Beatrice d'Este              | Aldobrandino I d'Este (Este)                            | 1215              | 14 maggio 1234            | 14 maggio 1234                      | 21 settembre 1235 morte del marito             | 1245, prima dell'8 maggio  | Andrea II   |
|          | Maria Laskarina              | Teodoro I Lascaris (Lascaris)                           | 1206              | 1218                      | 21 settembre 1235 ascesa del marito | 3 maggio 1270 morte del marito                 | 24 giugno o 16 luglio 1270 | Béla IV     |
|          | Elisabetta dei Cumani        | Köten                                                   | 1240              | attorno al 1253           | 3 maggio 1270 ascesa del marito     | 6 agosto 1272 morte del marito                 | dopo il 1290               | Stefano V   |
|          | Elisabetta d'Angiò           | Carlo I d'Angiò (Angioini)                              | 1261              | 1270                      | 5 settembre 1272                    | 10 luglio 1290 morte del marito                | 1300 ca.                   | Ladislao IV |
|          | Fenenna of Kuyavia           | Ziemomysł of Kujavia (Piast)                            | 1261              | settembre – novembre 1290 | settembre – novembre 1290           | 1295                                           | 1295                       | Andrea III  |
|          | Agnese d'Austria             | Alberto I d'Asburgo (Asburgo)                           | 18 maggio 1281    | 13 febbraio 1296          | 13 febbraio 1296                    | 14 gennaio 1301 morte del marito               | 10 giugno 1364             | Andrea III  |

 Přemislidi (1301 – 1305) 
| Immagine | Nome             | Padre                        | Nascita | Matrimonio     | Regno          | Fine regno                                            | Morte             | Consorte  |
| -------- | ---------------- | ---------------------------- | ------- | -------------- | -------------- | ----------------------------------------------------- | ----------------- | --------- |
|          | Viola di Teschen | Mieszko I di Teschen (Piast) | 1290    | 5 ottobre 1305 | 5 ottobre 1305 | 9 ottobre 1305 rinuncia del trono da parte del marito | 21 settembre 1317 | Venceslao |

 Wittelsbach (1305 – 1308) 
La consorte di Ottone III di Baviera (successore di Venceslao III di Boemia), Caterina d'Asburgo, morì 23 anni prima dell'ascesa del marito, Ottone sposò quindi Agnese di Glogau due anni dopo aver perso il trono in favore di Carlo Roberto d'Angiò.
 Angioini (1308 – 1395) 
Dopo le pressioni di Carlo Martello d'Angiò per il trono d'Ungheria e diventato re titolare nel 1290, sua moglie Clemenza d'Asburgo diventò regina consorte titolare d'Ungheria, tuttavia Carlo Martello fallì nel tentativo di governare l'Ungheria e morì nel 1295. Carlo Martello e Clemenza non furono mai effettivamente Re e regina d'Ungheria. Oltretutto Carlo Martello morì quando i suoi genitori furono ancora in vita.
| Immagine | Nome                    | Padre                                             | Nascita        | Matrimonio               | Regno                                     | Fine regno                         | Morte                     | Consorte |
| -------- | ----------------------- | ------------------------------------------------- | -------------- | ------------------------ | ----------------------------------------- | ---------------------------------- | ------------------------- | -------- |
|          | Maria di Bytom          | Casimiro di Bytom (Piast)                         | 1280/90        | 1306                     | 1306                                      | 15 dicembre 1317                   | 15 dicembre 1317          | Carlo I  |
|          | Beatrice di Lussemburgo | Enrico VII, Sacro Romano Imperatore (Lussemburgo) | 1305           | 24 giugno/settembre 1318 | 24 giugno/settembre 1318                  | 11 novembre 1319                   | 11 novembre 1319          | Carlo I  |
|          | Elisabetta di Polonia   | Ladislao I di Polonia (Piast)                     | 1305           | 6 luglio 1320            | 6 luglio 1320                             | 16 luglio 1342 morte del marito    | 29 dicembre 1380          | Carlo I  |
|          | Margherita di Boemia    | Carlo IV, Sacro Romano Imperatore (Lussemburgo)   | 24 maggio 1335 | 3 agosto 1342            | 16 luglio 1342 ascesa del marito          | 1349, prima di ottobre             | 1349, prima di ottobre    | Luigi I  |
|          | Elisabetta di Bosnia    | Stefano II, Ban di Bosnia (Kotromanić)            | 1340           | 20 giugno 1353           | 20 giugno 1353                            | 10 settembre 1382 morte del marito | prima del 16 gennaio 1387 | Luigi I  |
|          | Margherita di Durazzo   | Carlo di Durazzo (Angiò-Durazzo)                  | 28 luglio 1347 | 24 gennaio 1369/70       | 31 dicembre 1385 incoronazione del marito | 24 febbraio 1386 morte del marito  | 6 agosto 1412             | Carlo II |

 Lussemburgo (1395 – 1437) 
| Immagine | Nome             | Padre                              | Nascita | Matrimonio | Regno | Fine regno                       | Morte          | Consorte   |
| -------- | ---------------- | ---------------------------------- | ------- | ---------- | ----- | -------------------------------- | -------------- | ---------- |
|          | Barbara di Cilli | Ermanno II, conte di Cilli (Cilli) | 1390/95 | 1406       | 1406  | 9 dicembre 1437 morte del marito | 11 luglio 1451 | Sigismondo |

 Asburgo (1437 – 1439) 
| Immagine | Nome                      | Padre                                   | Nascita        | Matrimonio        | Regno                             | Fine regno                       | Morte            | Consorte |
| -------- | ------------------------- | --------------------------------------- | -------------- | ----------------- | --------------------------------- | -------------------------------- | ---------------- | -------- |
|          | Elisabetta di Lussemburgo | Sigismondo di Lussemburgo (Lussemburgo) | 7 ottobre 1409 | 28 settembre 1421 | 9 dicembre 1437 ascesa del marito | 27 ottobre 1439 morte del marito | 19 dicembre 1442 | Alberto  |

 Jagelloni (1440 – 1444) 

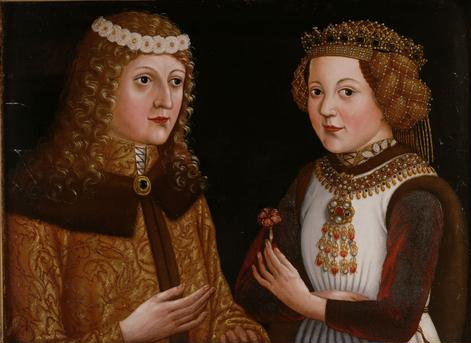
Ladislao il Postumo e Maddalena di Valois

Ladislao III di Polonia morì senza sposarsi e senza figli. Nel 1447, dopo tre anni di interregno fu succeduto da suo fratello minore, Casimiro IV di Polonia. In Ungheria, fu succeduto dal suo rivale Ladislao il Postumo.
 Asburgo (1440/44 – 1457) 
Ladislao morì improvvisamente il 23 novembre 1457 a Praga mentre si stavano preparando le nozze tra lui e Maddalena di Valois, figlia di Carlo VII di Francia. Ladislao e Maddalena, quindi, non si furono mai sposati.
 Hunyadi (1458 – 1490) 
| Immagine | Nome                  | Padre                               | Nascita          | Matrimonio       | Regno            | Fine regno                     | Morte             | Consorte         |
| -------- | --------------------- | ----------------------------------- | ---------------- | ---------------- | ---------------- | ------------------------------ | ----------------- | ---------------- |
|          | Caterina di Poděbrady | Giorgio di Boemia (Poděbrady)       | 11 novembre 1449 | 1 maggio 1461    | 1 maggio 1461    | 8 marzo 1464                   | 8 marzo 1464      | Mattia I Corvino |
|          | Beatrice d'Aragona    | Ferdinando I di Napoli (Trastámara) | 16 novembre 1457 | 15 dicembre 1476 | 15 dicembre 1476 | 6 aprile 1490 morte del marito | 23 settembre 1508 | Mattia I Corvino |

 Jagelloni (1490 – 1526) 
| Immagine | Nome                   | Padre                                     | Nascita           | Matrimonio        | Regno                               | Fine regno                                               | Morte             | Consorte     |
| -------- | ---------------------- | ----------------------------------------- | ----------------- | ----------------- | ----------------------------------- | -------------------------------------------------------- | ----------------- | ------------ |
|          | Barbara di Brandeburgo | Alberto III di Brandeburgo (Hohenzollern) | 30 maggio 1464    | 20 agosto 1476    | 18 settembre 1490 ascesa del marito | 1491 divorzio                                            | 4 settembre 1515  | Ladislao VII |
|          | Beatrice d'Aragona     | Ferdinando I di Napoli (Trastámara)       | 16 novembre 1457  | 4 ottobre 1490    | 4 ottobre 1490                      | 7 aprile 1500 matrimonio annullato da Papa Alessandro VI | 23 settembre 1508 | Ladislao VII |
|          | Anna di Foix-Candale   | Gastone II di Foix-Candale (Foix)         | 1484              | 29 settembre 1502 | 29 settembre 1502                   | 26 luglio 1506                                           | 26 luglio 1506    | Ladislao VII |
|          | Maria d'Asburgo        | Filippo I di Castiglia (Asburgo)          | 18 settembre 1505 | 13 gennaio 1522   | 13 gennaio 1522                     | 29 agosto 1526 morte del marito                          | 18 ottobre 1558   | Luigi II     |

 Zápolya (1526 – 1570) 
In opposizione agli Asburgo.
| Immagine | Nome              | Padre                              | Nascita         | Matrimonio       | Regno            | Fine regno                      | Morte             | Consorte   |
| -------- | ----------------- | ---------------------------------- | --------------- | ---------------- | ---------------- | ------------------------------- | ----------------- | ---------- |
|          | Isabella Jagiełło | Sigismondo I Jagellone (Jagelloni) | 18 gennaio 1519 | 23 febbraio 1539 | 23 febbraio 1539 | 22 luglio 1540 morte del marito | 15 settembre 1559 | Giovanni I |

 Asburgo (1526 – 1780) 

| Immagine | Nome                            | Padre                                          | Nascita           | Matrimonio        | Regno                            | Fine regno                        | Morte            | Consorte       |
| -------- | ------------------------------- | ---------------------------------------------- | ----------------- | ----------------- | -------------------------------- | --------------------------------- | ---------------- | -------------- |
|          | Anna di Boemia e Ungheria       | Ladislao II di Boemia (Jagelloni)              | 23 luglio 1503    | 25 maggio 1521    | 29 agosto 1526 ascesa del marito | 27 gennaio 1547                   | 27 gennaio 1547  | Ferdinando I   |
|          | Maria di Spagna                 | Carlo V d'Asburgo (Asburgo)                    | 21 giugno 1528    | 13 settembre 1548 | settembre 1563 ascesa del marito | 12 ottobre 1576 morte del marito  | 26 febbraio 1603 | Massimiliano   |
|          | Anna d'Austria                  | Ferdinando II d'Austria (Asburgo)              | 4 ottobre 1585    | 4 dicembre 1611   | 4 dicembre 1611                  | 14 dicembre 1618                  | 14 dicembre 1618 | Mattia II      |
|          | Eleonora Gonzaga                | Vincenzo I Gonzaga (Gonzaga)                   | 23 settembre 1598 | 4 febbraio 1622   | 4 febbraio 1622                  | 15 febbraio 1637 morte del marito | 27 giugno 1655   | Ferdinando II  |
|          | Maria Anna di Spagna            | Filippo III di Spagna (Asburgo)                | 18 agosto 1606    | 20 febbraio 1631  | 20 febbraio 1631                 | 13 maggio 1646                    | 13 maggio 1646   | Ferdinando III |
|          | Maria Leopoldina d'Austria      | Leopoldo V d'Austria (Asburgo)                 | 6 aprile 1632     | 2 luglio 1648     | 2 luglio 1648                    | 7 agosto 1649                     | 7 agosto 1649    | Ferdinando III |
|          | Eleonora di Gonzaga-Nevers      | Carlo di Gonzaga-Nevers (Gonzaga)              | 18 novembre 1630  | 30 aprile 1651    | 30 aprile 1651                   | 2 aprile 1657 morte del marito    | 6 dicembre 1686  | Ferdinando III |
|          | Margherita Teresa di Spagna     | Filippo IV di Spagna (Asburgo)                 | 12 luglio 1651    | 12 dicembre 1666  | 12 dicembre 1666                 | 12 marzo 1673                     | 12 marzo 1673    | Leopoldo I     |
|          | Claudia Felicita d'Austria      | Ferdinando Carlo d'Austria (Asburgo)           | 30 maggio 1653    | 15 ottobre 1673   | 15 ottobre 1673                  | 8 aprile 1676                     | 8 aprile 1676    | Leopoldo I     |
|          | Eleonora del Palatinato-Neuburg | Filippo Guglielmo del Palatinato (Wittelsbach) | 6 gennaio 1655    | 14 dicembre 1676  | 14 dicembre 1676                 | 5 maggio 1705 morte del marito    | 19 gennaio 1720  | Leopoldo I     |

 Thököly (1682 – 1685) 
In opposizione agli Asburgo.
| Immagine | Nome         | Padre                 | Nascita | Matrimonio     | Regno                                     | Fine regno                             | Morte            | Consorte     |
| -------- | ------------ | --------------------- | ------- | -------------- | ----------------------------------------- | -------------------------------------- | ---------------- | ------------ |
|          | Ilona Zrínyi | Peter Zrínyi (Zrínyi) | 1643    | 15 giugno 1682 | 19 novembre 1682 proclamazione del marito | 15 ottobre 1685 deposizione del marito | 18 febbraio 1703 | Imre Thököly |

 Asburgo (1526 – 1780) 
| Immagine | Nome                                     | Padre                                            | Nascita        | Matrimonio       | Regno            | Fine regno                      | Morte          | Consorte   |
| -------- | ---------------------------------------- | ------------------------------------------------ | -------------- | ---------------- | ---------------- | ------------------------------- | -------------- | ---------- |
|          | Guglielmina Amalia di Brunswick-Lüneburg | Giovanni Federico di Brunswick-Lüneburg (Welfen) | 21 aprile 1673 | 24 febbraio 1699 | 24 febbraio 1699 | 17 aprile 1711 morte del marito | 10 aprile 1742 | Giuseppe I |

 Rákóczi (1705 – 1711) 
In opposizione agli Asburgo.
| Immagine | Nome                             | Padre                                   | Nascita      | Matrimonio        | Regno                                      | Fine regno                                     | Morte           | Consorte             |
| -------- | -------------------------------- | --------------------------------------- | ------------ | ----------------- | ------------------------------------------ | ---------------------------------------------- | --------------- | -------------------- |
|          | Carlotta Amalia d'Assia-Wanfried | Carlo d'Assia-Wanfried (Assia-Wanfried) | 8 marzo 1679 | 26 settembre 1694 | 20 settembre 1705 proclamazione del marito | 1 maggio 1711 deposizione ed esilio del marito | 8 febbraio 1722 | Francesco II Rákóczi |

 Asburgo (1526 – 1780) 
| Immagine | Nome                                          | Padre                                        | Nascita                        | Matrimonio       | Regno                               | Fine regno                       | Morte            | Consorte     |
| -------- | --------------------------------------------- | -------------------------------------------- | ------------------------------ | ---------------- | ----------------------------------- | -------------------------------- | ---------------- | ------------ |
|          | Elisabetta Cristina di Brunswick-Wolfenbüttel | Luigi Rodolfo di Brunswick-Lüneburg (Welfen) | 28 agosto (28 settembre?) 1691 | 1 agosto 1708    | 17 aprile 1711 ascesa del marito    | 20 ottobre 1740 morte del marito | 21 dicembre 1750 | Carlo III    |
|          | Francesco I di Lorena                         | Leopoldo I di Lorena (Lorena)                | 8 dicembre 1708                | 12 febbraio 1736 | 20 ottobre 1740 ascesa della moglie | 18 agosto 1765                   | 18 agosto 1765   | Maria Teresa |

 Asburgo-Lorena (1780 – 1918) 
| Immagine | Nome                             | Padre                                              | Nascita           | Matrimonio       | Regno                              | Fine regno                              | Morte             | Consorte           |
| -------- | -------------------------------- | -------------------------------------------------- | ----------------- | ---------------- | ---------------------------------- | --------------------------------------- | ----------------- | ------------------ |
|          | Maria Luisa di Spagna            | Carlo III di Spagna (Borbone di Spagna)            | 24 novembre 1745  | 16 febbraio 1764 | 20 febbraio 1790 ascesa del marito | 1 marzo 1792 morte del marito           | 15 maggio 1792    | Leopoldo II        |
|          | Maria Teresa di Napoli e Sicilia | Ferdinando IV di Napoli e Sicilia (Borbone-Napoli) | 6 giugno 1772     | 15 agosto 1790   | 1 marzo 1792 ascesa del marito     | 13 aprile 1807                          | 13 aprile 1807    | Francesco          |
|          | Maria Ludovica d'Austria-Este    | Ferdinando d'Asburgo-Este (Austria-Este)           | 14 dicembre 1787  | 6 gennaio 1808   | 6 gennaio 1808                     | 7 aprile 1816                           | 7 aprile 1816     | Francesco          |
|          | Carolina Augusta di Baviera      | Massimiliano I Giuseppe di Baviera (Wittelsbach)   | 8 febbraio 1792   | 29 ottobre 1816  | 29 ottobre 1816                    | 28 settembre 1830 ascesa del figliastro | 9 febbraio 1873   | Francesco          |
|          | Maria Anna di Savoia             | Vittorio Emanuele I di Savoia (Savoia)             | 19 settembre 1803 | 12 febbraio 1831 | 12 febbraio 1831                   | 2 dicembre 1848 abdicazione del marito  | 4 maggio 1884     | Ferdinando V       |
|          | Elisabetta di Baviera            | Massimiliano Giuseppe in Baviera (Wittelsbach)     | 24 dicembre 1837  | 24 aprile 1854   | 24 aprile 1854                     | 10 settembre 1898                       | 10 settembre 1898 | Francesco Giuseppe |
|          | Zita di Parma                    | Roberto I di Parma (Borbone-Parma)                 | 9 maggio 1892     | 13 giugno 1911   | 21 novembre 1916 ascesa del marito | 12 novembre 1918 deposizione del marito | 14 marzo 1989     | Carlo IV           |

 Asburgo-Lorena (1920 – 1921) 
| Immagine | Nome          | Padre                              | Nascita       | Matrimonio     | Regno                           | Fine regno                             | Morte         | Consorte |
| -------- | ------------- | ---------------------------------- | ------------- | -------------- | ------------------------------- | -------------------------------------- | ------------- | -------- |
|          | Zita di Parma | Roberto I di Parma (Borbone-Parma) | 9 maggio 1892 | 13 giugno 1911 | 1º marzo 1920 ascesa del marito | 6 novembre 1921 deposizione del marito | 14 marzo 1989 | Carlo IV |